# Herstellung von Schutzausrüstungen und Medizinprodukten in der COVID-19-Pandemie
Die Herstellung von Schutzausrüstungen und Medizinprodukten in der COVID-19-Pandemie ist weltweit von Engpässen geprägt, die angesichts des Verlaufs der COVID-19-Pandemie in einigen Sektoren und Regionen lebensbedrohlich sind.
Die Industrie reagierte mit Produktionserhöhungen und -umstellungen. Die Regierungen trafen Vereinbarungen mit Lieferanten, Exportbeschränkungen und Beschlüsse zum Einsatz militärischer Ressourcen. In den Vereinigten Staaten wurden Unternehmen zur Produktion medizinisch notwendiger Produkte verpflichtet.

## Ressourcenverknappung und Produktionsumstellungen
Die Koordinierung knapper Ressourcen bildete einen der fünf Schwerpunkte der LÜKEX-Übung zu einem Szenario einer Pandemie, wie sie in Deutschland zuletzt im Jahr 2007 durchgeführt wurde. Im Verlauf der COVID-Pandemie kam es in Krankenhäusern und anderen Einrichtungen zu Engpässen bei Atemschutzmasken (FFP2-/FFP3-Masken) bzw. beim Mund-Nasen-Schutz, die der Infektionsvorbeugung dienen, sowie bei Beatmungsgeräten, wie sie für den Einsatz in der Intensivmedizin nötig sind.

### Schutzausrüstung
Atemschutz- und Hygienemasken waren ab Beginn der Krise weltweit Mangelware. Die Schweiz hielt einen Notvorrat an Atemschutzmasken vor, die Anfang 2020 kurz vor dem Verfallsdatum standen.
Die WHO warnte Anfang Februar 2020 vor einer Verknappung des Angebots an Schutzausrüstung. Die Nachfrage sei um das Hundertfache gestiegen, die Preise um bis zu das Zwanzigfache. Hersteller von Schutzmasken kündigten Produktionssteigerungen an. Das RKI veröffentlichte Hinweise für einen ressourcenschonenden Einsatz von Mund-Nasen-Schutz (MNS) und FFP-Masken in Einrichtungen des Gesundheitswesens. Die WHO warnte Anfang März 2020, dass weltweit auch dem medizinischen Personal zunehmend Schutzmasken fehlten.
In Deutschland forderte die Kassenärztliche Vereinigung die Gesundheitsverwaltung auf, niedergelassenen Ärzten und den Ärzten in den Bereitschaftsdiensten schnellstmöglich die notwendige Schutzausrüstung zur Verfügung zu stellen, da die wenigsten Praxen entsprechend gerüstet seien. Das deutsche Gesundheitsministerium erklärte daraufhin, es werde ab sofort medizinische Schutzausrüstung zentral für Arztpraxen, Krankenhäuser und Bundesbehörden beschaffen. Zugleich wurde ein weitgehendes Exportverbot für Atemmasken und andere Schutzausrüstung verhängt; im Interesse der Solidarität innerhalb der EU wurde das Verbot am 14. März abgeschwächt: Der Export von Schutzbrillen, Atemschutzmasken, Schutzanzügen und Handschuhen ist seitdem genehmigungspflichtig, aber nicht mehr untersagt. Die Bundesregierung vergab im März Aufträge zur Beschaffung von Beatmungsgeräten an mehrere Medizintechnikunternehmen. Laut Berichten der Medien, die im Nachhinein Recherchen zu den Ursachen des Mangels an Schutzkleidung anstellten, lag die Zuständigkeit für die Bevorratung im Nationalen Pandemieplan für Deutschland bei den Unternehmen; insbesondere habe es keine Regelung gegeben, die Kliniken und Krankenhäuser zu einer ihrer Größe entsprechenden Bevorratung angehalten hätte. Die Regierung habe noch im Februar und März, als ein Mangel schon deutlich wurde, die Versorgung mit Schutzkleidung nicht sofort zentral in die Hand genommen, vielmehr seien zunächst die Bundesländer entsprechend ihren jeweiligen Pandemieplänen für die Versorgung im Notfall zuständig geblieben.
Das Nationale Zentrum für Infektionsprävention in der Schweiz wies Krankenhäuser an, dass Ärzte ihre Atemmasken acht statt zwei Stunden tragen sollten; der deutsche Botschafter wurde vorgeladen, nachdem aufgrund des deutschen Exportverbots ein LKW mit 240.000 Schutzmasken an der Weiterfahrt in die Schweiz gehindert wurde.
Das Unternehmen 3M, ein Hersteller von Schutzmasken, hatte schon im Januar 2020 angekündigt, die Produktion zu steigern, um einer erhöhten Nachfrage aufgrund der Ausbreitung des neuen Virus zu begegnen. Ende März kooperierten 3M, GE Healthcare und Ford, um in den USA etwa 100.000 Vollgesichtsschutzschilde pro Woche sowie aktive Atemhilfen (powered, air-purifying respirators, PAPR) und Atemgeräte herzustellen. In China stellten Unternehmen mehrerer Sektoren ihre Produktionslinien auf die Produktion von Atemmasken um, so auch Foxconn und SAIC-GM-Wuling Automobile. Auch anderswo stellten Unternehmen – so der japanische Fernsehhersteller Sharp und der deutsche Matratzenhersteller Breckle – einen Teil ihrer Produktionslinien auf Atemmasken um. Im Februar nahm Coccato & Mezzetti in Galliate, Italien, 15 Jahre nach Beendigung der Atemmaskenproduktion wegen Konkurrenz aus China, diese Produktionslinie wieder auf. In Taiwan richteten mehrere Unternehmen neue Produktionslinien ein und erhöhten so die Tagesproduktion von 3,2 Millionen Stück pro Tag auf 10 Millionen Stück pro Tag.
Auch Deutschland, Österreich und der Schweiz stellten zahlreiche Unternehmen auf die Herstellung von Atemschutzmasken um, so auch Produzenten der Textil- und Bekleidungsindustrie. Bayerns Wirtschaftsminister Hubert Aiwanger kündigte an, das Technische Hilfswerk Vliesstoff und Mustermasken für die Herstellung von Masken durch Nähereien an Landkreise und kreisfreie Städte ausliefern zu lassen. Fielmann, dessen Schwerpunkt sonst auf der Augenoptik liegt, nahm die Entwicklung und Produktion von Schutzbrillen für Ärzte und Fachpersonal auf und kündigte an, die ersten 20.000 an Krankenhäuser und medizinische Einrichtungen zu spenden. In Bayern starten außerdem zahlreiche Initiativen zur Eigenherstellung von behelfsmäßigen Schutzmasken.
Das Pandemic Supply Chain Network (PSCN), das 2017 basierend auf den Erfahrungen des Ebola-Ausbruchs in Westafrika 2014 eingerichtet worden war, wurde an Beratungen involviert, um Atemmasken, Schutzanzüge und andere Schutzausrüstungen dorthin zu bringen, wo sie benötigt werden. Angesichts der Engpässe, die die Arbeit des medizinischen Personals behindern, kündigten einige der vom PSCN angesprochenen Unternehmen an, Atemmasken nunmehr nur an medizinisches Personal zu verkaufen.
Im April 2020 sprach David Nabarro, Sonderbeauftragter der WHO für die COVID-19-Pandemie, von einer klaren Priorisierung angesichts des Mangels an Schutzmasken: Sie sollten „in erster Linie für medizinisches Personal, in zweiter Linie für Menschen mit COVID-19-Symptomen und ihre Angehörigen, in dritter Linie für Menschen, die in engem Kontakt mit anderen Menschen arbeiten, etwa Kassierer und Friseure“ verfügbar sein. Für die allgemeine Bevölkerung seien andere Formen des Gesichtsschutzes zu erwägen.
In Europa fehlten im Frühjahr 2020 nicht nur fertige Schutzmasken, sondern auch die zur Herstellung benötigten Rohmaterialien waren „auf Monate ausverkauft oder überteuert“. Medien berichten von „Wildwest“-Bedingungen im Handel mit Atemmasken, einschließlich überhöhten Preisen, Leerverkäufen, Mangelware, Beschlagnahmen und kurzfristigen Umleitungen bestellter Lieferungen.
Der Journalist Christian Stöcker kritisierte, die Bundesregierung habe es 2020 ein halbes Jahr lang nicht geschafft, „die Bevölkerung flächendeckend mit dem billigsten, nachweislich wirksamen Mittel zur Eindämmung der Pandemie zu versorgen“.

### Atemgeräte
In Italien wurden 25 Mitglieder des Militärs für die Unterstützung eines Atemgeräte-Herstellers eingesetzt. In mehreren Staaten kooperieren Automobil- und Medizintechnikhersteller, um Engpässen zu begegnen.
In Notsituationen entwarfen Mediziner und Entwickler verschiedenste Eigenentwicklungen, um dem Mangel an Atemgeräten und ihren Ersatzteilen abzuhelfen. Von der Journalistin Nunzia Vallini auf die Notlage eines Krankenhauses in Chiari aufmerksam gemacht, dessen Vorrat an Ventilen für ein Atemgerät zur Neige ging und vom Hersteller nicht rechtzeitig aufgestockt werden konnte, stellte Massimo Temporelli (Fablab Mailand) gemeinsam mit Cristian Fracassi und Michele Faini mittels 3D-Druck passende Ventile her. Diese Nachentwicklung trotz Nichteinwilligung des Herstellers und fehlender Zertifizierung begründeten sie mit der fehlenden Lieferbarkeit der dringend benötigten Ersatzteile.
Eine Gruppe um den Anästhesieprofessor Marco Ranieri erfand einen Umbau von Atemgeräten, der es ermöglicht, jeweils zwei Intensivpatienten von einem Atemgerät zu versorgen. Ein Prototyp wurde im Krankenhaus Sant’Orsola in Bologna zum Einsatz gebracht. Der ehemalige Chefarzt Renato Favero entwickelte mit einem Unternehmen in Brescia eine Methode, Schnorchelmasken anhand von zusätzlichen, im 3D-Drucker angefertigten Teilen in Masken für Atemgeräte umzuwandeln.
Im Zuge der Pandemie entstehen seit dem Frühjahr 2020 mehrere Open-Source-Projekte zur Herstellung von einfachen Beatmungsgeräten.

### Labortests
Medien berichteten im Februar 2020, dass die Kapazität für Labortests in Europa erhöht wurde. Mediziner berichteten teils über Engpässe, etwa bei Abstrichröhrchen oder bei einem Enzym eines von der Berliner Charité verwendeten Tests. Medien berichteten Anfang März von Verzögerungen bei der Auswertung von Tests in Deutschland. Der Ausbau der Testkapazitäten war durch Lieferschwierigkeiten und Materialengpässe begrenzt. (Siehe hierzu auch: COVID-19-Pandemie in Deutschland/Testung#Testkapazitäten, durchgeführte Tests und Anteil positiver Ergebnisse.)
Mitte Mai 2020 bestand in Deutschland faktisch kein Mangel mehr an Tests: So wurden Testkapazitäten in Deutschland, die im Mai im Umfang von nahezu einer Million Tests pro Woche vorhanden waren, nur zu etwa einem Drittel genutzt.
Die Neue Zürcher Zeitung kommentierte, dass aus dem Grunde, dass Abstriche nur von ausgebildetem medizinischem Personal genommen werden durften, vielerorts nicht ausreichend getestet werden konnte.
Im Januar 2022 rief der deutsche Gesundheitsminister Karl Lauterbach dazu auf, aufgrund begrenzter Kapazitäten zur Durchführung von PCR-Tests in Laboren eine Regelung einzuführen, nach der „künftig nur noch Beschäftigte der kritischen Infrastruktur einen positiven Schnelltest mit einem PCR-Test bestätigen lassen können“. Der PCR-Test solle dann nicht mehr Voraussetzung für die Meldung beim RKI sein. Laut Die Zeit seien in Deutschland seit Beginn der Pandemie geringe Kapazitäten beklagt worden; in den Nachbarstaaten Österreich und Dänemark würden wesentlich mehr PCR-Tests pro Einwohner durchgeführt. Ein PCR-bestätigter Nachweis ist unter bestimmten Umständen jedoch notwendig – insbesondere auch, um den Genesenenstatus zu belegen oder um bestimmte Ansprüche gegen Kostenträger geltend zu machen. Fehlende PCR-Tests betreffen, so Kritiker, auch Grundrechte.

## Gesetzliche Regelungen

### EU-Verordnung
In der Europäischen Union ist die Herstellung von Atemschutzmasken durch die Verordnung (EU) 2016/425 (PSA-Verordnung) geregelt. Die CE-Kennzeichnung von Atemschutzmasken zertifiziert, dass die betreffende Maske der EU-Verordnung 2016/425 vom 9. März 2016 entspricht.
In Deutschland wurde zur Umsetzung dieser Verordnung das PSA-Durchführungsgesetz (PSA-DG) erlassen.

### Änderung gesetzlicher Regelungen während der Pandemie
Aufgrund der Verknappung an Atemschutzmasken eröffnete die Europäische Kommission am 13. März 2020 den Mitgliedstaaten für die Dauer dieser Pandemie die Möglichkeit, Atemschutzmasken ohne CE-Kennzeichnung einzukaufen, sofern die Masken ein angemessenes Gesundheits- und Sicherheitsniveau gewährleisten. Aufgrund der Gesundheitsbedrohung durch die Corona-Pandemie gestattete auf dieser Basis die Bundesanstalt für Arbeitsschutz und Arbeitsmedizin (BAuA), dass medizinische und pflegerische Fachkräfte Masken einsetzen, die zwar keine CE-Kennzeichnung haben, aber dem NIOSH-Standard N95 entsprechen. Für andere Masken wurde ein Schnelltest entwickelt; dieser Atemschutz ist „als letzte Reserve für systemrelevante Personen im Gesundheitsdienst gedacht und soll nur dann verwendet werden, wenn keine anderen zugelassenen Atemschutzmasken mehr zur Verfügung stehen“. Das Bundesinstitut für Arzneimittel und Medizinprodukte erteilt für Deutschland kurzfristig entsprechende Sonderzulassungen.
In Deutschland wurde das Bundesministerium für Gesundheit auf Basis des Infektionsschutzgesetzes (§ 5 IfSG n.F.) ermächtigt, „durch Rechtsverordnung ohne Zustimmung des Bundesrates Maßnahmen zur Sicherstellung der Versorgung mit Arzneimitteln einschließlich Betäubungsmitteln, der Wirk-, Ausgangs- und Hilfsstoffe dafür, mit Medizinprodukten, Labordiagnostik, Hilfsmitteln, sowie mit Gegenständen der persönlichen Schutzausrüstung und Produkten zur Desinfektion zu treffen“. Hierzu zählt ausdrücklich auch, „Maßnahmen zur Aufrechterhaltung, Umstellung, Eröffnung oder Schließung von Produktionsstätten oder einzelnen Betriebsstätten von Unternehmen, die solche Produkte produzieren sowie Regelungen über eine angemessene Entschädigung hierfür vorzusehen“. Es ist außerdem ermächtigt, anzuordnen, dass eine Erfindung bestimmter Produkte im Interesse der öffentlichen Wohlfahrt oder im Interesse der Sicherheit des Bundes benutzt werden soll. Diesbezügliche Patente haben dann keine ausschließende Wirkung; die Inhaber haben Anspruch auf eine „angemessene Vergütung“ vom Bund (§ 5 IfSG n.F. in Verbindung mit § 13 PatG).
Das Bayerische Infektionsschutzgesetz ermächtigt die zuständige Behörde, „gegenüber Betrieben, die zur Herstellung benötigten medizinischen, pflegerischen oder sanitären Materials technisch und wirtschaftlich in der Lage sind, die vorrangige und umgehende Produktion einer bestimmten Menge dieses Materials anordnen, soweit dies zur Aufrechterhaltung der notwendigen Gesundheitsversorgung der Bevölkerung erforderlich ist“. Der Staat garantiert in diesem Fall die vollständige Abnahme des hergestellten Materials.
In den Vereinigten Staaten verpflichtete US-Präsident Donald Trump auf Basis des Defense Production Act of 1950 das Unternehmen General Motors am 27. März 2020 dazu, Atemgeräte zu produzieren, und verpflichtete 3M am 2. April 2020 dazu, Gesichtsmasken herzustellen. Seit dem 10. April 2020 ist der Export von Atemmasken und bestimmten anderen Schutzausrüstungsgegenständen nur noch zulässig, wenn er durch die Federal Emergency Management Agency genehmigt wurde.
In Deutschland wurde unter Federführung von Wirtschaftsminister Peter Altmaier bis Mai 2020 durchgesetzt, dass die Produktion von medizinischer Schutzkleidung zurück nach Deutschland geholt wird. Die gesetzlichen Voraussetzungen dazu wurden mit dem neuen Gesetz zum Schutz der Bevölkerung bei einer epidemischen Lage von nationaler Tragweite in Deutschland geschaffen.
Zum 1. Oktober 2020 wurden in Deutschland die Prüfanforderungen für neu in den Handel gebrachte FFP2-Masken verschärft.

## Engpässe in weiteren gesundheitsrelevanten Bereichen
Der deutsche Bundesgesundheitsminister Jens Spahn warnte vor Arzneimittel-Engpässen in Europa aufgrund von Produktionsstopps in China. Er forderte, die Abhängigkeit von China bei der Arzneimittel-Produktion zu überprüfen und Änderungen der EU-Wettbewerbsregeln anzustoßen, damit bestimmte Wirkstoffe wieder in Europa gefertigt würden.
Angesichts einer Knappheit von Desinfektionsmitteln begannen Apotheken, sie in Eigenrezeptur herzustellen. Einige Likörhersteller stellten auf die Produktion von Desinfektionsmitteln um.
Es kam im März 2020 teils zu massiven Engpässen an Intensivtherapieplätzen, so in einigen Regionen Italiens und Frankreichs. Krankenhäuser in Deutschland nahmen daraufhin Intensivpatienten aus Italien und Frankreich auf.
Um Krankenhauskapazitäten zu schaffen, wurden u. a. auch Militärkrankenhäuser für die Aufnahme von COVID-19-Patienten vorbereitet. In Deutschland beispielsweise sind sie primär für die Unterstützung von Soldaten vorgesehen, gegebenenfalls soll aber auch zivile Unterstützung geboten werden. Die Zahl der Plätze in Intensivstationen wurde laut statistischer Angaben der Weltgesundheitsorganisation in den letzten 25 Jahren stark verringert.

## Politik

### Deutschland
Medien und Politiker in Deutschland warnten vor Firmen, die versuchten, die Not von Kliniken auszunutzen. Häufig werde Ware zu exorbitanten Preisen angeboten, bestellte Ware nicht oder in mangelhafter Qualität ausgeliefert, Zertifikate gefälscht. Olaf Berse, Geschäftsführer der Einkaufsgemeinschaft Clinicpartner, sprach von einer Gefährdung des Klinikpersonals, das sich geschützt wähne. Einkäufer forderten die Bundesregierung auf, Bundeswehrflugzeuge bereitzustellen, mit denen die bestellte Ware aus China eingeflogen werden könne. Auch die Verteilung an Kliniken und Arztpraxen sei nicht gewährleistet.
Die Bundesregierung stellte drei Milliarden Euro für die Beschaffung von Schutzkleidung, Beatmungsgeräten und anderen Waren bereit. Der Bundesgesundheitsminister Spahn sieht für die Beschaffung von Masken und Kitteln ein Open-House-Verfahren vor. Der Mediziner und Politiker Karl Lauterbach kritisierte, ein Open-House-Verfahren funktioniere dann nicht, wenn es – wie in der gegenwärtigen Situation – zu einem Marktversagen komme. Er forderte die Schaffung einer Bundesagentur, die Unternehmen in Deutschland mit der Produktion beauftragen solle.
Der Autor und Managementberater Fredmund Malik sagte über die Atemschutzmaske, sie sei „ein relativ banales Produkt, das sich aber hierzulande aufgrund der hohen Lohnkosten betriebswirtschaftlich nicht sinnvoll herstellen lässt“. Daher seien hierfür im Sinne der Vorsorge eine staatliche Reglementierung und staatliche Mittel nötig.
In Baden-Württemberg richtete die Landesgesellschaft für die Themen Bioökonomie und Biotechnologie, pharmazeutische Industrie und Medizintechnik (BIOPRO Baden-Württemberg GmbH) eine zentrale Anlaufstelle ein, um Unterstützungsangebote aufzunehmen, zu bündeln und auszuwerten. Es geht dabei um alle Unterstützungsangebote zur Beschaffung und Koordinierung von Medizintechnik, Schutzausrüstung; angesprochen sind insbesondere Akteure aus den Bereichen Biotechnologie und Life Sciences.
Wie die Medien anmerkten, war die Beschaffung von Atemschutzmasken Ende April schon „seit Wochen eine der Hauptaufgaben der Bundesregierung zur Eindämmung der Corona-Pandemie“. Der Krisenstab der Bundesregierung schlug angesichts der Versorgungsengpässe am 31. März 2020 ein Verfahren zur Aufbereitung von Atemschutzmasken mittels 30 Minuten trockener Hitze bei 65–70 °C vor. Am 28. April wurde bekannt, dass das Bundesinstitut für Arzneimittel und Medizinprodukte (BfArM) am 24. April in einem internen Schreiben erklärt hatte, dieses bisher eingesetzte Aufbereitungsverfahren sei nicht ausreichend, „um eine vollständige Inaktivierung infektiöser Viruspartikel auf den inkubierten Masken zu erzielen“. Möglicherweise werde man nach weiterer Prüfung stattdessen eine 90-minütige thermische Dekontamination bei 90 °C empfehlen können. (Zur Desinfektion von Alltagsmasken durch Waschen bei mindestens 60 °C siehe Alltagsmaske#Aufbereitung zur Wiederverwendung.)

### US-Berichte über China
Anfang Mai 2020 berichteten internationale Medien, ein Geheimreport des Ministeriums für Innere Sicherheit der Vereinigten Staaten vom 1. Mai 2020 lege nahe, dass China Informationen über das Coronavirus zurückgehalten habe, um medizinische Ausrüstung aus dem Ausland aufzukaufen. Chinesische Medien verurteilten die Vorwürfe.